# 世界诗歌日
世界詩歌日（World Poetry Day）是一個主題日，於每年的3月21日舉辦。該主題日由联合国教科文组织于1999年發起，目標是向全球宣傳閱讀、寫作、出版和教授詩。

## 外部連結
- 联合国：世界诗歌日 （页面存档备份，存于）（简体中文）